# Metamikt
Metamikt är ett tillstånd hos ett mineral vars  kristallstruktur helt eller delvis har trasats sönder av joniserande strålning från radioaktiva grundämnen.

## Etymologi och historia
Beteckningen metamikt infördes 1893 av W. C. Brøgger. Metamikt betyder en strukturlös blandning.

## Kännetecken
I de flesta fall behåller kristallen sin yttre form medan det inre övergår till amorf struktur. Densiteten och transparensen minskar, färgen mörknar ofta till svart och mineralet får hartsglans. Eventuell spaltbarhet går förlorad och mineralet får mussligt brott. Det metamikta mineralet kan också ha absorberat något vatten. Mineral med riktningsberoende egenskaper såsom brytningsindex (och även hårdhet) blir inte längre avhängigt riktningen – mineralet blir isotropiserat.

## Inverkan på analys med röntgendiffraktion
Det (för)störda kristallgittret gör att röntgendiffraktion inte går att använda för mineralidentifikation. Ibland kan en värmning till 500-1000 °C medföra att mineralet rekristalliserar till ursprunglig struktur så att det svarar distinkt på röntgendiffraktionsundersökning. 

## Pyrognomisk effekt
Redan en lindring värmning kan frigöra den lagrade energin från den joniserande strålningen så att mineralet tillfälligt börjar glöda. Den effekten kallades pyrognomisk.

## Ämnen som kan orsaka metamiktisering
Uran, torium och deras sönderfallsnuklider är de ämnen som står för strålningen. Antingen har uranet och/eller toriumet tagit plats i kristallens struktur vid mineralets bildande men måste inte vara en väsentlig beståndsdel i mineralet, eller så ingår de i ett annat mineral tätt invid. Exempelvis kan inneslutning av mycket små uranhaltiga zirkonkristaller i glimmer isotropisera små ( i millimeterskala) områden i glimmer.

## Mineralexempel
Några exempel på metamikta mineral är allanit, betafit, columbit, euxenit, fergusonit, gadolinit, pyroklor, samarskit, torit och zirkon.
Andra mineral såsom exempelvis oxiderna uraninit och torianit isotropiseras bara i ringa grad trots en hög halt av uran och/eller torium. Dessa mineral antas ha en självläkande förmåga.